# Taluz continental

Taluzul continental, numit și povârniș continental, pantă continentală, abrupt continental, este o zona submersă submarină, în pantă, a scoarței terestre situată între 200 m și 2500–3000 m adâncime (și chiar mai mult până la 4000 m), situată între platforma continentală, în partea superioară, și fundul oceanului, în partea inferioară. Panta taluzului continental este cuprinsă între 4° și 30°, în partea superioară (taluzul propriu-zis), și 0°–1°, în partea inferioară (glacisul continental). Suprafața taluzului continental este de circa 55 milioane km2, adică 15% din suprafața oceanului planetar.